# Vegard Ulvang
Vegard Ulvang (ur. 10 października 1963 w Kirkenes) – norweski biegacz narciarski, sześciokrotny medalista olimpijski, ośmiokrotny medalista mistrzostw świata i zdobywca Pucharu Świata.

## Kariera
W Pucharze Świata w biegach narciarskich zadebiutował w sezonie 1983/1984. Nie stanął ani razu na podium i zakończył ten sezon na 38 pozycji. Swoje pierwsze miejsce na podium w Pucharze Świata zdobył w sezonie 1985/1986 zajmując trzecie miejsce w biegu na 5 km techniką dowolną w jugosłowiańskim Bohinju 15 stycznia 1986 r. W każdym kolejnym sezonie, aż do sezonu 1993/1994, zawsze co najmniej raz stawał na podium zawodów PŚ. Łącznie wygrał 9 zawodów, a 34 razy stawał na podium. Najlepsze wyniki osiągnął w sezonie 1989/1990, kiedy triumfował w klasyfikacji generalnej. Ponadto w sezonach 1988/1989 i 1991/1992 był drugi, a w sezonach 1990/1991 i 1992/1993 trzeci w klasyfikacji generalnej.
Jego olimpijskim debiutem były igrzyska w Calgary. Na igrzyskach tych zdobył swój pierwszy medal zajmując trzecie miejsce w biegu na 30 km techniką klasyczną. Wyprzedzili go jedynie dwaj reprezentanci ZSRR: zwycięzca Aleksiej Prokurorow i drugi na mecie Władimir Smirnow. Był także blisko medalu w biegu na 50 km techniką dowolną, jednak w walce o trzecie miejsce wyprzedził go Szwajcar Andi Grünenfelder. Największe sukcesy Vegard osiągnął na igrzyskach olimpijskich w Albertville w 1992 r. Został tam mistrzem olimpijskim w sztafecie wraz z Terje Langlim, Kristenem Skjeldalem i Bjørnem Dæhlie oraz indywidualnie na dystansach 10 i 30 km techniką klasyczną. Ponadto zdobył także srebro w biegu pościgowym, w którym lepszy okazał się jego młodszy rodak Dæhlie. Podczas igrzysk olimpijskich w Lillehammer nie osiągał już tak dobrych wyników, w swoim najlepszym starcie indywidualnym zajął 7. miejsce w biegu na 10 km stylem klasycznym. Mimo to wspólnie ze Sture Sivertsenem, Thomasem Alsgaardem i Bjørnem Dæhlie wywalczył srebrny medal w sztafecie 4 × 10 km. Na późniejszych igrzyskach już nie startował.
W 1987 r. zadebiutował na mistrzostwach świata biorąc udział w mistrzostwach w Oberstdorfie. Razem z Ove Aunlim, Pålem Gunnarem Mikkelsplassem i Terje Langlim zdobył brązowy medal w sztafecie. Dobrze wypadł w startach indywidualnych, trzy razy plasując się w czołowej dziesiątce. Dwa lata później, na mistrzostwach świata w Lahti wywalczył srebrny medal w biegu na 30 km techniką klasyczną ustępując jedynie Władimirowi Smirnowowi. Zdobył także brązowy medal w biegu na 10 km stylem klasycznym plasując się za kolejno Harrim Kirvesniemim z Finlandii oraz swoim rodakiem Pålem Gunnarem Mikkelsplassem. Kolejne dwa medale zdobył podczas mistrzostw świata w Val di Fiemme. Pierwsze zdobył brązowy medal w biegu na 30 km techniką klasyczną, a następnie wraz z Øyvindem Skaanesem, Terje Langlim i Bjørnem Dæhlie zdobył złoty medal w sztafecie. Z mistrzostw świata w Falun przywiózł kolejne trzy medale, po jednym z każdego koloru. Złoty zdobył wspólnie z Sivertsenem, Langlim i Dæhlie w sztafecie. Srebrny wywalczył w biegu na 30 km techniką klasyczną, w którym wyprzedził go tylko Dæhlie. Brązowy medal zdobył natomiast w biegu na 10 km techniką klasyczną. Mistrzostwa świata w Thunder Bay były ostatnimi w jego karierze. Były to także jego najgorsze mistrzostwa, nie wywalczył tam bowiem żadnego medalu. W swoim najlepszym starcie, w biegu na 30 km stylem klasycznym, zajął 8. miejsce.
W 1991 r. został nagrodzony medalem Holmenkollen wraz z norweskim dwuboistą Trondem Einarem Eldenem, austriackim skoczkiem narciarskim Ernstem Vettorim oraz niemieckim skoczkiem Jensem Weißflogiem.
Podczas mistrzostw świata juniorów w Murau w 1982 roku zajął piąte miejsce w biegu na 15 km oraz srebrny medal w sztafecie. Na rozgrywanych rok później mistrzostwach świata juniorów w Kuopio był szesnasty na dystansie 15 km, a w sztafecie zdobył kolejny srebrny medal.
W 1997 r. Ulvang postanowił zakończyć karierę.

## Poza sportem
Po zakończeniu kariery założył firmę produkującą odzież sportową – Ulvang. Występował także wspólnie z Bjørnem Dæhlie w programie Gutta på tur nadawanym przez największą norweską stację telewizyjną TV2.
25 maja 2006 r. Ulvang został wybrany na prezesa rady wykonawczej komitetu biegów narciarskich Międzynarodowej Federacji Narciarskiej. Posada ta trafiła do niego jednogłośnie, bez głosowania.
Wraz ze Szwajcarem Jürgiem Capolem stworzył Tour de Ski. Także włączenie podbiegu na Alpe Cermis do programu Tour de Ski jest pomysłem Ulvanga. On sam czterokrotnie pokonał ten podbieg na nartach. Ulvang jest także pomysłodawcą i twórcą Tour de Barents.
Oficjalnie mieszka w Oslo, jednak z uwagi na częste podróże rzadko bywa w domu. Zdobył Mont Blanc (4810 m n.p.m.), który należy do Korony Europy i, jako najwyższy szczyt Europy (według geografów), do Korony Ziemi. Ponadto wspiął się także na Denali (McKinley) (6195 m n.p.m.), najwyższy szczyt Ameryki Północnej, a także przeszedł Grenlandię na nartach w dwa tygodnie śladami Fridtjofa Nansena. W czasie tej ostatniej wyprawy schudł 11 kg (przeszedł blisko 570 km). Następnie w okresie pięciu tygodni zdobył rosyjski Elbrus (5642 m n.p.m.), najwyższy szczyt Afryki Kilimandżaro (5895 m n.p.m.) w Tanzanii oraz najwyższy szczyt Oceanii Puncak Jaya (4884 m n.p.m.) w Indonezji. Był także bliski zdobycia Aconcagui (6960 m n.p.m.) jednak z powodu złej pogody musiał zawrócić 150 metrów od szczytu. Na wiosnę 2008 r. wyruszył na wyprawę po Czukotce razem z Rosjaninem Aleksiejem Prokurorowem. W lipcu tego samego roku wyruszył na dwutygodniową wyprawę kanadyjkami po rzekach Syberii razem z Prokurorowem i Władmirem Smirnowem. Ta trójka wyruszyła razem także na wyprawę do Mongolii. Niedługo później Prokurorow zginął w wypadku.
Jego żoną jest Grete Ingeborg Nykkelmo była reprezentantka Norwegii w biegach i biathlonie. Vegard miał także młodszego brata – Kjetila, który zaginął 13 października 1993 r.

## Osiągnięcia

### Igrzyska olimpijskie
| Miejsce | Dzień     | Rok  | Miejscowość | Konkurencja             | Czas biegu | Strata  | Zwycięzca           |
| ------- | --------- | ---- | ----------- | ----------------------- | ---------- | ------- | ------------------- |
| 3.      | 15 lutego | 1988 | Calgary     | 30 km stylem klasycznym | 1:24:26,3  | +45,3   | Aleksiej Prokurorow |
| 7.      | 19 lutego | 1988 | Calgary     | 15 km stylem klasycznym | 41:18,9    | +1:12,6 | Michaił Dewiatarow  |
| 6.      | 22 lutego | 1988 | Calgary     | Sztafeta 4 × 10 km      | 1:43:58,6  | +2:50,1 | Szwecja             |
| 4.      | 27 lutego | 1988 | Calgary     | 50 km stylem klasycznym | 2:04:30,9  | +2:01,4 | Gunde Svan          |
| 1.      | 10 lutego | 1992 | Albertville | 30 km stylem klasycznym | 1:22:27,8  | -       | -                   |
| 1.      | 13 lutego | 1992 | Albertville | 10 km stylem klasycznym | 27:36,0    | -       | -                   |
| 2.      | 15 lutego | 1992 | Albertville | 10+15 km pościgowy      | 1:05:37,9  | +53,4   | Bjørn Dæhlie        |
| 1.      | 18 lutego | 1992 | Albertville | Sztafeta 4 × 10 km      | 1:39:26,0  | -       | -                   |
| 9.      | 22 lutego | 1992 | Albertville | 50 km stylem dowolnym   | 2:03:41,5  | +4:40,0 | Bjørn Dæhlie        |
| 7.      | 17 lutego | 1994 | Lillehammer | 10 km stylem klasycznym | 24:20,1    | +47,9   | Bjørn Dæhlie        |
| 2.      | 22 lutego | 1994 | Lillehammer | Sztafeta 4 × 10 km      | 1:41:15,0  | +0,4    | Włochy              |
| 10.     | 27 lutego | 1994 | Lillehammer | 50 km stylem klasycznym | 2:07:20,3  | +3:19,7 | Władimir Smirnow    |

### Mistrzostwa świata
| Miejsce | Dzień     | Rok  | Miejscowość   | Konkurencja             | Czas biegu | Strata  | Zwycięzca                     |
| ------- | --------- | ---- | ------------- | ----------------------- | ---------- | ------- | ----------------------------- |
| 5.      | 12 lutego | 1987 | Oberstdorf    | 30 km stylem klasycznym | 1:24:30,1  | +3:25,1 | Thomas Wassberg               |
| 6.      | 15 lutego | 1987 | Oberstdorf    | 15 km stylem klasycznym | 43:01,8    | +28,7   | Marco Albarello               |
| 3.      | 15 lutego | 1987 | Oberstdorf    | Sztafeta 4 × 10 km      | 1:38:04,6  | +43,6   | Szwecja                       |
| 7.      | 21 lutego | 1987 | Oberstdorf    | 50 km stylem dowolnym   | 2:11:27,2  | +4:03,5 | Maurilio De Zolt              |
| 2.      | 18 lutego | 1989 | Lahti         | 30 km stylem klasycznym | 1:24:56,9  | +6,7    | Władimir Smirnow              |
| 3.      | 22 lutego | 1989 | Lahti         | 15 km stylem klasycznym | 42:40,7    | +27,7   | Harri Kirvesniemi             |
| 4.      | 15 lutego | 1989 | Lahti         | Sztafeta 4 × 10 km      | 1:40:12,3  | +1,8    | Szwecja                       |
| 3.      | 7 lutego  | 1991 | Val di Fiemme | 30 km stylem klasycznym | 1:16:12,4  | +20,4   | Gunde Svan                    |
| 4.      | 11 lutego | 1991 | Val di Fiemme | 10 km stylem klasycznym | 25:55,0    | +11,7   | Terje Langli                  |
| 1.      | 15 lutego | 1991 | Val di Fiemme | Sztafeta 4 × 10 km      | 1:39:47,3  | -       | -                             |
| 16.     | 17 lutego | 1991 | Val di Fiemme | 50 km stylem dowolnym   | 2:03:31,6  | +5:13,2 | Torgny Mogren                 |
| 2.      | 20 lutego | 1993 | Falun         | 30 km stylem klasycznym | 1:17:33,6  | +21,4   | Bjørn Dæhlie                  |
| 3.      | 22 lutego | 1993 | Falun         | 10 km stylem klasycznym | 24:51,6    | +6,5    | Sture Sivertsen               |
| 4.      | 24 lutego | 1993 | Falun         | 10+15 km pościgowy      | 1:01:45,0  | +1:11,8 | Bjørn Dæhlie Władimir Smirnow |
| 1.      | 26 lutego | 1993 | Falun         | Sztafeta 4 × 10 km      | 1:44:14,9  | -       | -                             |
| 5.      | 28 lutego | 1993 | Falun         | 50 km stylem dowolnym   | 2:03:36,8  | +2:03,1 | Torgny Mogren                 |
| 8.      | 9 marca   | 1995 | Thunder Bay   | 30 km stylem klasycznym | 1:15:52,3  | +3:05,2 | Władimir Smirnow              |
| 12.     | 11 marca  | 1995 | Thunder Bay   | 10 km stylem klasycznym | 24:52,3    | +1:16,0 | Władimir Smirnow              |

### Mistrzostwa świata juniorów
| Miejsce | Dzień    | Rok  | Miejscowość | Konkurencja             | Wynik     | Strata  | Zwycięzca            |
| ------- | -------- | ---- | ----------- | ----------------------- | --------- | ------- | -------------------- |
| 5.      | 3 marca  | 1982 | Murau       | 15 km stylem klasycznym | 40:10,6   | +1:12,9 | Andriej Astaszkin    |
| 2.      | ? marca  | 1982 | Murau       | Sztafeta 3 × 10 km      | 1:23:52,1 | +15,0   | Szwecja              |
| 16.     | 11 marca | 1983 | Kuopio      | 15 km stylem klasycznym | 41:38,7   | +2:24,3 | Aleksandr Uszkalenko |
| 2.      | ? marca  | 1983 | Kuopio      | Sztafeta 3 × 10 km      | 1:22:16,4 | +1:43,7 | ZSRR                 |

### Puchar Świata

#### Miejsca w klasyfikacji generalnej
| Sezon     | Miejsce     |
| --------- | ----------- |
| 1983/1984 | 38. miejsce |
| 1984/1985 | 46. miejsce |
| 1985/1986 | 8. miejsce  |
| 1986/1987 | 4. miejsce  |
| 1987/1988 | 7. miejsce  |
| 1988/1989 | 2. miejsce  |
| 1989/1990 | 1. miejsce  |
| 1990/1991 | 3. miejsce  |
| 1991/1992 | 2. miejsce  |
| 1992/1993 | 3. miejsce  |
| 1993/1994 | 6. miejsce  |
| 1994/1995 | 16. miejsce |
| 1995/1996 | 12. miejsce |
| 1996/1997 | 31. miejsce |

#### Zwycięstwa w zawodach
| Nr | Dzień      | Rok  | Miejscowość | Konkurencja          | Czas biegu |
| -- | ---------- | ---- | ----------- | -------------------- | ---------- |
| 1. | 7 stycznia | 1989 | Kawgołowo   | 15 km st. klasycznym | -          |
| 2. | 4 marca    | 1989 | Oslo        | 50 km st. dowolnym   | -          |
| 3. | 16 marca   | 1991 | Oslo        | 50 km st. klasycznym | -          |
| 4. | 8 grudnia  | 1991 | Silver Star | 10 km st. klasycznym | 26:22,9    |
| 5. | 9 grudnia  | 1991 | Silver Star | 25 km st. klasycznym | 1:05:00,4  |
| 6. | 10 lutego  | 1992 | Albertville | 30 km st. klasycznym | 1:22:27,8  |
| 7. | 13 lutego  | 1992 | Albertville | 10 km st. klasycznym | 27:36,0    |
| 8. | 14 marca   | 1992 | Vang        | 50 km st. klasycznym | 2:13:28,7  |
| 9. | 12 grudnia | 1992 | Ramsau      | 10 km st. dowolnym   | 25:48,0    |

#### Miejsca na podium
| Nr  | Dzień       | Rok  | Miejscowość    | Konkurencja                    | Czas biegu | Pozycja | Strata | Zwycięzca           |
| --- | ----------- | ---- | -------------- | ------------------------------ | ---------- | ------- | ------ | ------------------- |
| 1.  | 15 stycznia | 1986 | Bohinj         | 5 km st. dowolnym              | -          | -       | 3      | Torgny Mogren       |
| 2.  | 14 marca    | 1986 | Oslo           | 50 km st. klasycznym           | -          | -       | 3      | Gunde Svan          |
| 3.  | 10 grudnia  | 1986 | Ramsau         | 15 km st. dowolnym             | -          | -       | 3      | Gunde Svan          |
| 4.  | 14 marca    | 1987 | Kawgołowo      | 15 km st. klasycznym           | -          | -       | 2      | Torgny Mogren       |
| 5.  | 15 lutego   | 1988 | Calgary        | 30 km st. klasycznym           | 1:25:11,6  | +45,3   | 3      | Aleksiej Prokurorow |
| 6.  | 7 stycznia  | 1989 | Kawgołowo      | 15 km st. klasycznym           | -          | -       | 1      |                     |
| 7.  | 13 stycznia | 1989 | Nové Město     | 15 km st. dowolnym             | -          | -       | 3      | Gunde Svan          |
| 8.  | 15 stycznia | 1989 | Nové Město     | 30 km st. klasycznym           | -          | -       | 3      | Gunde Svan          |
| 9.  | 18 lutego   | 1989 | Lahti          | 30 km st. klasycznym           | 1:25:03,6  | +6,7    | 2      | Władimir Smirnow    |
| 10. | 22 lutego   | 1989 | Lahti          | 15 km st. klasycznym           | 43:08,4    | +27,7   | 3      | Harri Kirvesniemi   |
| 11. | 4 marca     | 1989 | Oslo           | 50 km st. dowolnym             | -          | -       | 1      |                     |
| 12. | 11 marca    | 1989 | Falun          | 30 km st. dowolnym             | -          | -       | 3      | Lars Håland         |
| 13. | 9 grudnia   | 1989 | Soldier Hollow | 15 km st. klasycznym           | -          | -       | 2      | Bjørn Dæhlie        |
| 14. | 13 stycznia | 1990 | Moskwa         | 30 km st. dowolnym             | -          | -       | 2      | Gunde Svan          |
| 15. | 17 lutego   | 1990 | Campra         | 15 km st. dowolnym             | -          | -       | 2      | Bjørn Dæhlie        |
| 16. | 21 lutego   | 1990 | Val di Fiemme  | 15 km st. klasycznym           | -          | -       | 2      | Gunde Svan          |
| 17. | 3 marca     | 1990 | Lahti          | 2x15 km bieg łączony           | -          | -       | 2      | Bjørn Dæhlie        |
| 18. | 7 lutego    | 1991 | Val di Fiemme  | 30 km st. klasycznym           | 1:16:32,8  | +20,4   | 3      | Gunde Svan          |
| 19. | 16 marca    | 1991 | Oslo           | 50 km st. klasycznym           | -          | -       | 1      |                     |
| 20. | 8 grudnia   | 1991 | Silver Star    | 10 km st. klasycznym           | 26:22,9    | -       | 1      |                     |
| 21. | 9 grudnia   | 1991 | Silver Star    | 25 km st. klasycznym           | 1:05:00,4  | -       | 1      |                     |
| 22. | 14 grudnia  | 1991 | Silver Star    | 30 km st. dowolnym             | 1:29:22,3  | +18,2   | 2      | Bjørn Dæhlie        |
| 23. | 4 stycznia  | 1992 | Kawgołowo      | 30 km st. klasycznym           | 1:23:46,0  | +59,3   | 2      | Bjørn Dæhlie        |
| 24. | 10 lutego   | 1992 | Albertville    | 30 km st. klasycznym           | 1:22:27,8  | -       | 1      |                     |
| 25. | 13 lutego   | 1992 | Albertville    | 10 km st. klasycznym           | 27:36,0    | -       | 1      |                     |
| 26. | 15 lutego   | 1992 | Albertville    | 15 km st. dowolnym (pościgowy) | 1:06:31,3  | +53,4   | 2      | Bjørn Dæhlie        |
| 27. | 29 lutego   | 1992 | Lahti          | 30 km st. klasycznym           | 38:47,1    | +34,0   | 2      | Bjørn Dæhlie        |
| 28. | 14 marca    | 1992 | Vang           | 50 km st. klasycznym           | 2:13:28,7  | -       | 1      |                     |
| 29. | 12 grudnia  | 1992 | Ramsau         | 10 km st. dowolnym             | 25:48,0    | -       | 1      |                     |
| 30. | 13 grudnia  | 1992 | Ramsau         | 15 km st. klasycznym           | 1:07:54,6  | +0,1    | 2      | Bjørn Dæhlie        |
| 31. | 9 stycznia  | 1993 | Ulrichen       | 15 km st. klasycznym           | 39:44,5    | +10,0   | 2      | Marco Albarello     |
| 32. | 20 lutego   | 1993 | Falun          | 30 km st. klasycznym           | 1:17:55,0  | +21,4   | 2      | Bjørn Dæhlie        |
| 33. | 22 lutego   | 1993 | Falun          | 10 km st. klasycznym           | 24:58,1    | +6,5    | 3      | Sture Sivertsen     |
| 34. | 18 grudnia  | 1993 | Davos          | 15 km st. dowolnym             | 36:42,7    | +43,9   | 2      | Bjørn Dæhlie        |